# 埋田町

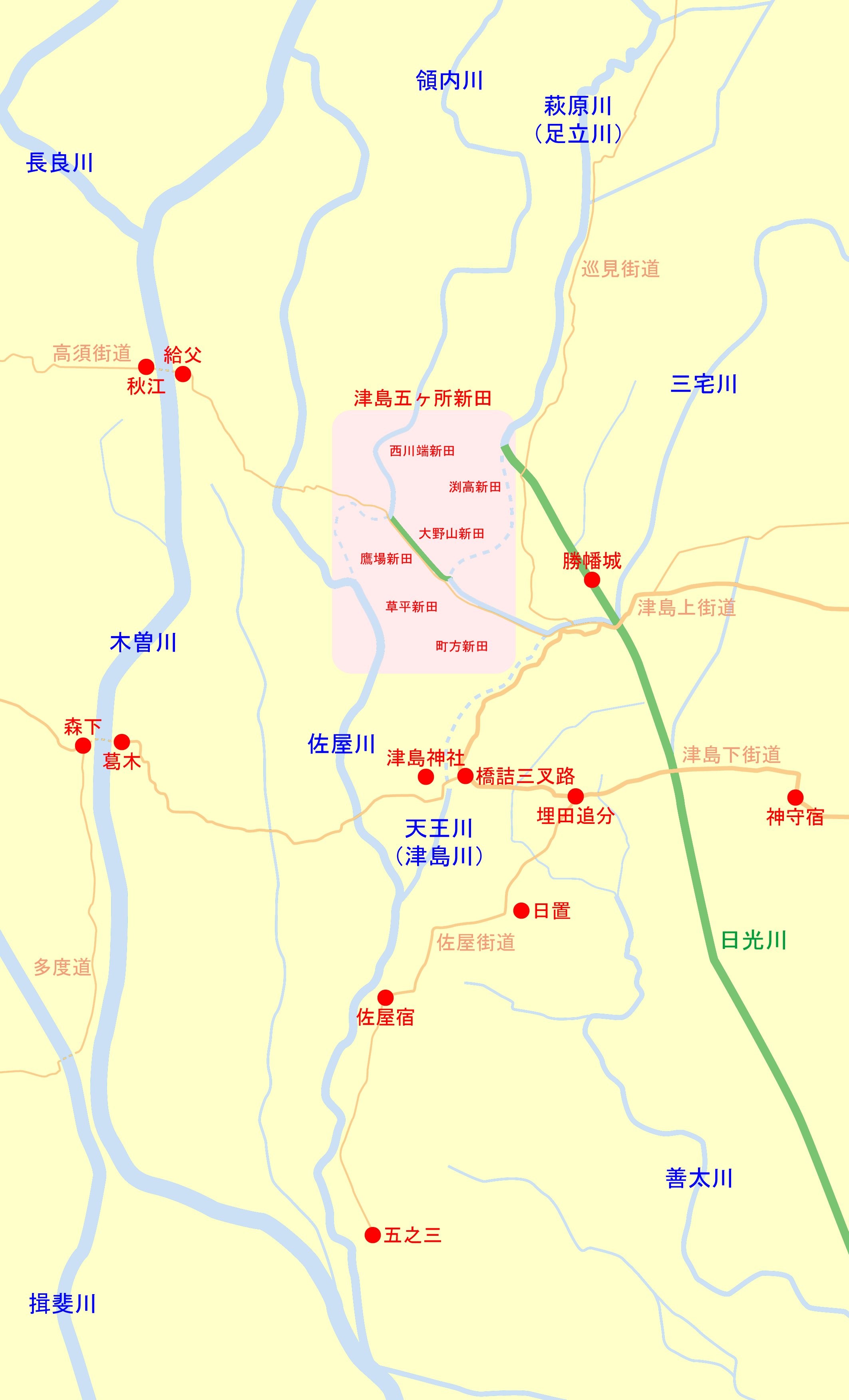
江戸時代末ごろの天王川周辺の位置関係図。破線は江戸時代初期ごろの旧河道、緑線・緑字は開削・付替後の新河道。橙線・橙字は主要街道、赤字は主要な地名など。

埋田町（うめだちょう）は、愛知県津島市の地名。現行行政地名は埋田町一丁目から埋田町五丁目。

## 地理
津島市中央部に位置する。東は津島、西は橘町、南は深坪町、北は立込町に接する。

## 歴史

### 地名の由来
室町時代以前の埋田町付近は、現在の三宅川筋から善太川筋へと流れた二之枝川下流部の「古日光川」と呼ばれる河道に位置しており、「埋田」の地名はこれに由来すると考えられる。

### 埋田追分
江戸時代の埋田町付近は東海道の脇街道である佐屋街道と、津島神社へと至る津島下街道の分岐点（追分）となっており、津島神社の一之鳥居・灯篭や茶店などが存在しており往来する人々によって賑わっていた。佐屋に至る道は廃道となり、一之鳥居は伊勢湾台風で倒れたが、埋田町1丁目には現在も追分を示す道標と鳥居跡・灯篭が残されている。

### 沿革
- 1953年（昭和28年） - 津島市大字津島の一部により、同市埋田町として成立[1]。
- 1980年（昭和55年） - 一部が津島市古川町に編入される[1]。

## 世帯数と人口
2018年（平成30年）1月1日現在の世帯数と人口は以下の通りである。
| 丁目         | 世帯数  | 人口  |
| ------------ | ------- | ----- |
| 埋田町一丁目 | 52世帯  | 137人 |
| 埋田町二丁目 | 123世帯 | 298人 |
| 埋田町三丁目 | 80世帯  | 177人 |
| 埋田町四丁目 | 26世帯  | 74人  |
| 埋田町五丁目 | 53世帯  | 166人 |
| 計           | 334世帯 | 852人 |

### 人口の変遷
国勢調査による人口の推移
| 1995年（平成7年）  | 686人 | [ 9 ]  |  |
| 2000年（平成12年） | 848人 | [ 10 ] |  |
| 2005年（平成17年） | 904人 | [ 11 ] |  |
| 2010年（平成22年） | 879人 | [ 12 ] |  |
| 2015年（平成27年） | 878人 | [ 13 ] |  |

## 学区
市立小・中学校に通う場合、学区は以下の通りとなる。また、公立高等学校に通う場合の学区は以下の通りとなる。
| 丁目         | 番・番地等 | 小学校           | 中学校             | 高等学校 |
| ------------ | ---------- | ---------------- | ------------------ | -------- |
| 埋田町一丁目 | 全域       | 津島市立東小学校 | 津島市立藤浪中学校 | 尾張学区 |
| 埋田町二丁目 | 全域       | 津島市立東小学校 | 津島市立藤浪中学校 | 尾張学区 |
| 埋田町三丁目 | 全域       | 津島市立東小学校 | 津島市立藤浪中学校 | 尾張学区 |
| 埋田町四丁目 | 全域       | 津島市立東小学校 | 津島市立藤浪中学校 | 尾張学区 |
| 埋田町五丁目 | 全域       | 津島市立東小学校 | 津島市立藤浪中学校 | 尾張学区 |

## 交通
- 愛知県道68号名古屋津島線（佐屋街道）[6]

## 施設
- 津島市消防本部[6]北緯35度10分26.8秒 東経136度44分22秒 / 北緯35.174111度 東経136.73944度

## その他

### 日本郵便
- 郵便番号 : 496-0031[4]（集配局：津島郵便局[16]）。